# Pasanggrahan (Tegal Waru)
Pasanggrahan is een bestuurslaag in het regentschap Purwakarta van de provincie West-Java, Indonesië. Pasanggrahan telt 2946 inwoners (volkstelling 2010).